# Désiré Doué
  Désiré Doué    (Angers, 3 de juny de 2005) és un futbolista francès que juga com a migcampista ofensiu o lateral al Paris Saint-Germain FC i a la selecció de França. És considerat com un dels jugadors joves amb més talent del futbol europeu.

## Trajectòria
Doué va néixer a Angers, fil de pare ivorià i mare francesa. Té les nacionalitats franceses i ivorianes. El seu germà Guéla Doué, i els seus cosins Yann Gboho i Marc-Olivier Doué també són futbolistes professionals. És internacional amb la selecció francesa, després d'haver jugat a les categories sub-17, sub-19 i sub-21, a més de participar als Jocs Olímpics de 2024.
A causa de la seva creativitat i forma física, Doué ha estat comparat amb el migcampista del Reial Madrid i exjugador també de l'Stade Rennais FC Eduardo Camavinga. El veterà migcampista Nemanja Matić que va fitxar pel Rennes l'estiu del 2023 va afirmar que Doué tenia un gran potencial. Doué també ha estat comparat amb l'exjugador del PSG Neymar, sobretot després de la seva arribada al club francès, on ha estat aclamat com l'hereu del brasiler per la seva creativitat, talent, habilitat en el driblatge i el seu olfacte pel gol. L'entrenador del PSG Luis Enrique va elogiar-lo per la seva «habilitat tècnica, físic i personalitat».
Doué ha citat tant a Neymar com a Lionel Messi com els seus referents futbolístics.